# Опел рекорд
Опел рекорд је аутомобил више средње класе немачког произвођача аутомобила Опела, који се производио у пет генерација до 1986. године, када га је заменила Опел омега.

## Историјат
Произведено је пет серија овог аутомобила:
- Рекорд А производила се од 1963. до 1965. године.
- Рекорд Б се у производњи задржала само 11 месеци од 1965. до 1966. године[1].
- Рекорд Ц се производила од 1966. до 1971. године.
- Рекорд Д се производила од 1972. до 1977. године.
- Рекорд Е се производила од 1977. до 1986. године.

### Опел рекорд Ц (1966–1971)
Рекорд Ц се појавио 1966. године. То је најуспешнија серија Опел рекорда, која се произвела 1.276.681 примерака. Производио се у више каросеријских облика: лимузина са двоја и четвора врата и купе верзија са двоја врата.
| Бензински мотор | Бензински мотор | Бензински мотор | Бензински мотор | Бензински мотор   | Бензински мотор |
| Тип             | Радна запремина | Снага           | Обртни момент   | Максимална брзина | Убрзање 0-100   |
| --------------- | --------------- | --------------- | --------------- | ----------------- | --------------- |
| [ 2 ]           | 1698 cm³        | 55 @ 5200       | 128 @ 2500      | 153 km/h          | 15.1 s          |

### Опел рекорд Д (1972–1977)
Рекорд Д се појавио 1972. године као наследник претходног модела. Производња је трајала до 1977. године, када га је наследио рекорд Е1. Рекорд Д или популарно рекорд II (ознака II је уведена због честог мешања индекса Д са дизел-горивом), производио се у више каросеријских облика. Облици каросерије су: купе, лимузина са двоја врата, лимузина са четвора врата, караван са троја врата, караван (теретни) са троја врата, караван четвора врата.
| Бензински мотор | Бензински мотор | Бензински мотор | Бензински мотор | Бензински мотор   | Бензински мотор |
| Тип             | Радна запремина | Снага           | Обртни момент   | Максимална брзина | Убрзање 0-100   |
| --------------- | --------------- | --------------- | --------------- | ----------------- | --------------- |
| [ 3 ]           | 1698 cm³        | 48.5 @ 5300     | 118 @ 2000      | 143 km/h          | 20 s            |
| [ 4 ]           | 1698 cm³        | 61 @ 5400       | 128 @ 2600      | 155 km/h          | 16.5            |

### Опел рекорд Е (1977–1986)
Рекорд Е се појавио 1977. године. Производио се као рекорд Е1 (1977–82) и рекорд Е2 (1982–86) и направљен је у преко 1,4 милиона примерака. Рекорд Е је био доступан у неколико каросеријских облика као: седан са двоја и четвора врата и караван са троја и петора врата.
| Бензински мотор | Бензински мотор | Бензински мотор | Бензински мотор | Бензински мотор   | Бензински мотор | Бензински мотор |
| Тип             | Радна запремина | Снага           | Обртни момент   | Максимална брзина | Убрзање 0-100   | Комб. потрошња  |
| --------------- | --------------- | --------------- | --------------- | ----------------- | --------------- | --------------- |
| [ 5 ]           | 1698 cm³        | 44 @ 4800       | 114 @ 2600      | 146 km/h          | 20.5 s          | 9.9             |
| [ 6 ]           | 1897 cm³        | 55 @ 4800       | 132 @ 2800      | 155 km/h          | 16              | 9.9             |
| [ 7 ]           | 1979 cm³        | 66 @ 5200       | 142 @ 3300      | 165 km/h          | 14              | 10.4            |
| аутом.          | 1979 cm³        | 81 @ 5400       | 159 @ 3000      | 174 km/h          | 13.5            |                 |
| [ 9 ]           | 1979 cm³        | 81 @ 5400       | 159 @ 3000      | 179 km/h          | 12              | 9.5             |
| [ 10 ]          | 1979 cm³        | 74 @ 5200       | 155 @ 3500      | 173 km/h          | 12.5            | 9.3             |
| аутом.          | 1979 cm³        | 74 @ 5200       | 155 @ 3500      | 168 km/h          | 14              |                 |
| [ 12 ]          | 2197 cm³        | 84.5 @ 4800     | 182 @ 2800      | 190 km/h          | 10.5            | 8.2             |
| карав.          | 1979 cm³        | 74 @ 5200       | 155 @ 3500      | 173 km/h          |                 |                 |
| Дизел-мотор     |                 |                 |                 |                   |                 |                 |
| Тип             | Радна запремина | Снага           | Обртни момент   | Максимална брзина | Убрзање 0-100   | Комб. потрошња  |
| [ 14 ]          | 2068 cm³        | 44 @ 4400       | 118 @ 2500      | 138 km/h          | 23.5            | 7.9             |
| [ 15 ]          | 2260 cm³        | 48 @ 4200       | 127 @ 2500      | 140 km/h          | 23.5            | 8.3             |
| [ 16 ]          | 2260 cm³        | 63 @ 4200       | 192 @ 2200      | 168 km/h          | 15              | 6.9             |